# Raça Brasil
Revista Raça é uma revista mensal, atualmente publicada pela Editora Pestana Arte & Publicações. É a primeira revista brasileira com conteúdo relacionado a cultura afro-brasileira, a exemplo das revistas americanas Jet e Ebony.
A Raça é um fenômeno editorial. A primeira edição, em setembro de 1996, vendeu mais de 270 mil exemplares, recorde que se mantém imbatível. Até hoje, é o único canal presente em todas as mídias - TV, impresso e digital - para falar diretamente com 54% da população brasileira que, segundo o Instituto Brasileiro de Geografia e Estatística (IBGE), é formada por afrodescendentes.
Criada e publicada em 1996 pela Editora Símbolo, teve Aroldo Macedo como primeiro editor-chefe desde a criação até os anos 2000. Posteriormente foi publicada pela editora Escala em 2007, tendo Maurício Pestana como diretor executivo, no mesmo ano, Pestana publicou as revistas Erê e Dandara, ambas pela Editora Escala.
Dez anos depois, em 2017, a revista teve uma rápida passagem pela editora Minuano Em 2018, Pestana assumiu novamente a revista, desta vez como CEO. A Revista Raça passa a ser editada pela Editora Pestana Arte & Publicações.
Contrariando a tendência de crise do mercado editorial, a Raça resgata a periodicidade mensal em 2020 e reforça a integração do impresso com o universo digital. Essa adaptação, iniciada em 2018 e receberá muito mais atenção e investimentos neste ano, intensificando o programa Raça na TV, exibido na TV Guarulhos; o site oficial,  o canal no YouTube, o Instagram, o Facebook e o Linkedin.
Atualmente Hamalli Alcântara é a editora-chefe desde 2020. Fazem parte do Conselho Editorial: Carlos Machado, Dilza Muramoto, Evaldo Vieira, Fábio Garcia, Fábio Pereira, Fátima França, Fernanda Alcântara, Francilene Martins, Jane Costa, Márcio Barbosa,  Mônica Garcia, Olívia Santana, Petronilha Gon, Rachel Maia, Rachel Quintiliano, Théo Van Der Loo, Uênia Baumgartner e Zulu Araújo.